# Ice Spiders
 (octobre 2012).
Si vous disposez d'ouvrages ou d'articles de référence ou si vous connaissez des sites web de qualité traitant du thème abordé ici, merci de compléter l'article en donnant les références utiles à sa vérifiabilité et en les liant à la section « Notes et références ».
Pour plus de détails, voir Fiche technique et Distribution.
Ice Spiders est un téléfilm d'horreur américain réalisé par Tibor Takács et diffusé le 9 juin 2007 sur Sci Fi Channel.

## Synopsis
Dan « Dash » Dashiell (Patrick Muldoon) est un skieur olympique à la retraite qui travaille dans une station de ski dans les montagnes de l'Utah. Sur un côté restreint de la montagne, le Dr Avril Sommers (Vanessa A. Williams) travaille sur la création d'une nouvelle race d'araignée avec plusieurs autres. Quand un groupe de skieurs adolescents arrive à la montagne, Tchad (Noah Bastian) défie Dash à une course. Tous deux montrent quelques mouvements impressionnants que les autres regardent. Lorsque Dash atteint une grosse pente rocheuse, il se retourne et descend d'une autre manière, plutôt que de risquer une blessure à la jambe comme celle qui a ruiné sa carrière. Il rencontre le Dr Sommers. Alors qu'ils discutent un moment, Frank (Stephen J. Cannell) s'occupe des adolescents à l'intérieur de la station. Après une brève discussion, le Dr Sommers retourne au labo, où elle trouve les cadavres des scientifiques partout. Elle trouve le seul survivant dans le cocon d'une toile d'araignée. Il la met en garde contre les araignées qui s'échappent du labo, puis meurt lentement. Quand elle se retourne pour partir, la dernière araignée restante au laboratoire, une Veuve Noire mutée, l'attaque et la force de s'enfermer dans un bureau. Elle trouve une alarme, qui avertit le professeur Marques (David Millbern) et le capitaine de l'armée Baker (Thomas Calabro), qui sont d'ailleurs sur la montagne, non loin de là.
Pendant ce temps, de retour à l'auberge, Dash fait la rencontre de Rick Ranger (un jeu de mots dans le magazine nature pour les enfants) qui demande l'aide de Dash pour retrouver deux chasseurs portés disparus. Lorsqu'ils trouvent la voiture des chasseurs, ils descendent de leur motoneiges pour jeter un coup d'œil aux alentours. Dash trouve un cerf mutilé et pense qu'il a été tué par un ours. Il tire une fusée éclairante pour appeler Rick. Quand Rick arrive, ils découvrent le corps d'un des chasseurs. Quand ils atteignent une toile d'araignée énorme, ils trouvent l'autre chasseur dans un cocon. En prenant la fuite, Rick est accroché par une toile et est entraîné vers une araignée qui le tue sous les yeux horrifiés de Dash. De retour au camion des chasseurs, poursuivi par les araignées, il parvint à s'enfuir.
Au laboratoire, le professeur Marques, le capitaine Baker, et un détachement de soldats entrent dans l'enceinte du laboratoire et trouvent le Dr Sommers, qui tente de les avertir du danger. À l'intérieur, l'araignée attaque et tue un soldat. Le Dr Sommers vole les dossiers de l'expérience et réalise que le professeur a délibérément accéléré la croissance des araignées, ce qui les rend plus grosses, plus rapides et plus fortes.
Lorsque le Dr Sommers rencontre Frank et Johnny, un homme arrive et crie à l'aide. Frank et le Dr Sommers découvrent que les araignées ont tué plusieurs invités, y compris les adolescents et l'entraîneur de ski. Frank voit les adolescents qui se cachent dans un hangar, les conduit à un bus et les amène en toute sécurité à l'intérieur. Tchad obtient les clés et s'en va. Le bus s'écrase dans un banc de neige et le fait sortir de la route.
Dash retourne à l'hôtel et le barricade. Lorsque lui et le Dr Sommers font des recherches dans le sous-sol, une araignée entre et les attaque, mais ils l'assomment avec un extincteur et l'enferment dans le sous-sol. De retour dans le chalet, une araignée entre par la cheminée et tue deux personnes avant que Dash l'empale avec les bois d'un cerf accrochés au mur.
Pendant ce temps, Frank va vérifier que les enfants du bus accidenté vont bien. Toutefois, l'un d'eux est inconscient et blessé. Ils pensent à un moyen de sortir du bus mais la veuve noire essaie d'y entrer. Finalement, Frank parvient à la neutraliser un court instant pour que les enfants s'échappent. Frank est presque tué mais est sauvé grâce à l'arrivée opportune du capitaine Baker et de son équipe qui capturent la veuve noire.
De retour au chalet, Dash conçoit un plan avec le capitaine Baker sur une radio pour piéger les araignées. Il prend ses skis et conduit les araignées pour un snowboard half-pipe où Baker et ses hommes les bloqueront. Johnny se dirige vers un canon à avalanche pour attendre le signal de Dash.
Les araignées sont arrivées sur le half-pipe de snowboard et Dash donne le signal à Johnny qui élimine les araignées sur place. Le professeur Marques, qui s'était opposé à tuer les araignées, tente de tuer Dash. Marques tombe sur le côté du half-pipe de snowboard et la dernière araignée le tue. Baker tire sur la bête.
Un agent du gouvernement arrive avec un groupe de militaires qui commencent à effacer toutes les traces de preuves. L'agent exige que les survivants gardent le silence sur les événements récents et explique que les civils ont eu des hallucinations à la suite d'un déversement dans la nature de produits chimiques.

## Fiche technique
- Réalisation : Tibor Takács
- Scénario : Eric Miller
- Société de production : Christopher Filmcapital
- Société de distribution : Regent Entertainment
- Durée : 86 minutes
- Dates de sortie :
  -  États-Unis : 9 juin 2007
  -  France : 9 octobre 2008 sur Sci Fi[1]

## Distribution
- Patrick Muldoon : Dan « Dash » Dashiell
- Vanessa A. Williams : Dr April Sommers
- Thomas Calabro : Capt. Baker
- David Millbern : Prof. Marks
- Noah Bastian (en) : Chad Brown
- Carleigh King : Brittany
- Stephen J. Cannell : Frank Stone
- Matt Whittaker : Steven
- Clayton Taylor : Quintin
- Charles Halford (en) : Coach Mike
- Steve Bilich : Coach Palmer
- Kiernan Ryan Daley : Rosen
- Cory McMillan : Perez
- Connie Young (en) : Mrs. Stewart
- Mark Raymond : Mr. Stewart
- K. Danor Gerald : Ranger Rick Dickerson
- Angel Fisher : Cleaning Maid Gretchen